# Алетрико
Алетрико̀ (на гръцки: Αλεθρικό) е село в Кипър, окръг Ларнака. Според статистическата служба на Република Кипър през 2001 г. селото има 793 жители.
Намира се на запад от Ларнака.